# 2009 Voloshina
2009 Voloshina là một vành đai tiểu hành tinh được phát hiện năm 1968 bởi T.M. Smirnova.